# Gabriele Benetti
Gabriele Benetti (Vicenza, 30 giugno 1995) è un cestista italiano.

## Carriera

### Club
Esordisce in Serie A nel 2014 con la Virtus Bologna.
Con la squadra bolognese gioca 15 partite senza mai segnare.
Nel 2015 passa in prestito alla Virtus Roma in Serie A2.

### Nazionale
Nel 2013 disputa quattro partite con l'Italia under 18 per un totale di 10 punti.

## Vita privata
Dal 2017 è legato sentimentalmente a Miss Italia 2015 Alice Sabatini. I due si sono uniti in matrimonio nel 2024.